# Bibliothèque électronique du Québec
 (juillet 2015).
Pour les articles homonymes, voir BEQ.
La Bibliothèque électronique du Québec (BEQ) diffuse des œuvres littéraires et philosophiques appartenant au domaine public. La bibliothèque a été créée en janvier 1998. Le fondateur et webmestre de cette bibliothèque est Jean-Yves Dupuis.

## Description
Six grandes collections constituent cette bibliothèque. Les œuvres diffusées sont disponibles gratuitement dans cinq formats : PDF pour grand écran, PDF spécialement formaté pour liseuses, format WORD, EPUB et MOBI. Sur le site, 2840 volumes sont disponibles.
Elle constitue une des premières bibliothèques numériques francophones spécialisée dans la littérature et la philosophie,. Elle est constituée à partir d'ouvrages tombés dans le domaine public principalement.
La Bibliothèque électronique du Québec repose sur des principes fondateurs :
- les textes sont relus et corrigés avec soin ;
- la mise en page est agréable et soignée ;
- les textes sont disponibles en plusieurs formats ;
- les volumes sont offerts gratuitement.

L'auteur et concepteur du site, Jean-Yves Dupuis est décédé le 29 mars 2018,. Le dernier livre qu'il a édité, Le Fils des forêts de James Oliver Curwood, a été mis en ligne le 4 février et il a annoncé le 9 février qu'il n'y aurait désormais plus de nouvelles publications sur ce site.

## Collections

### Collection À tous les vents
Cette collection rassemble des œuvres littéraires appartenant au domaine public et parues aux XVIIIe et XIXe siècles principalement. Parmi les auteurs publiés, on peut trouver : Gustave Flaubert, Stendhal, George Sand, Alexandre Dumas, etc. À ce jour, la collection comprend 1342 volumes.

### Collection Classiques duXXesiècle
Cette collection regroupe des œuvres littéraires ayant été publiées au XXe siècle. Parmi les auteurs retrouvés, citons Alain-Fournier, Maurice Leblanc, Jack London, Romain Rolland, et plusieurs autres. À ce jour, la collection comprend 237 volumes.

### Collection Littérature québécoise
Cette collection regroupe des textes d'auteurs québécois. Parmi les auteurs que l'on y trouve, citons Honoré Beaugrand, Laure Conan, Louis Fréchette, Ringuet et plusieurs autres. À ce jour, la collection comprend 237 volumes.

### Collection Libertinage
La collection Libertinage présente des ouvrages dont on dit souvent qu'ils sont "susceptibles d'offenser la pudeur des lecteurs" et on les destine généralement à un public averti. Y sont offerts des livres du marquis de Sade, Guy de Maupassant, Alfred de Musset, Paul Verlaine et autres.

### Collection Philosophie
Des textes philosophiques de Platon, Gracian et Maurice Joly.

### Collection Littérature d'aujourd'hui
Des textes d'auteurs contemporains : Huguette Bertrand, Paule Doyon, etc.

### Des textes en anglais
Quelques textes en anglais, dont ceux de Mary Hartwell Caterwood, William Henry Drummond, Annie Fréchette...